# Кремс (Ланд)
Кремс (Ланд) (нем. Bezirk Krems(Land)) — округ в Австрии. Центр округа — город Кремс-ан-дер-Донау (в состав округе не входит). Округ входит в федеральную землю Нижняя Австрия. Занимает площадь 923,95 км². Население 54 407 чел. Плотность населения 59 человек/кв.км.
Официальный код округа AT124.

## Общины
1. Агсбах
2. Альбрехтсберг-ан-дер-Гроссен-Кремс
3. Бергерн-им-Дункельштайнервальд
4. Дрос
5. Дюрнштайн
6. Фурт-Гётвайг
7. Гедерсдорф
8. Гфёль
9. Графенег
10. Хадерсдорф-Каммерн
11. Яидхоф
12. Крумау-ам-Камп
13. Лангенлойс
14. Ленгенфельд
15. Лихтенау-им-Вальдфиртель
16. Мариа-Лах-ам-Яуэрлинг
17. Маутерн-на-Дунае
18. Мюльдорф
19. Паудорф
20. Растенфельд
21. Рорендорф-Кремс
22. Россац-Арнсдорф
23. Шёнберг-ам-Камп
24. Зенфтенберг
25. Шпиц
26. Санкт-Леонхард-ам-Хорнервальд
27. Штрас-им-Штрассертале
28. Штратцинг
29. Вайнцирль-на-Вальде
30. Вайсенкирхен-ин-дер-Вахау

## Города и Общины
1. Агсбах